# Масс Володимир Захарович
Володимир Захарович Масс (рос. Владимир Захарович Масс; 19 лютого 1896, Москва, Російська імперія — 30 листопада 1979, Москва, Російська РФСР) — російський поет, драматург.
Закінчив філологічний факультет Московського університету (1918). Друкувався з 1921 р. Прийнявучасть у створенні Московського театру сатири. Автор п'єс, віршів, сценарію кінокомедії «Веселі хлоп'ята» (1934, у співавторстві з Миколою Ердманом). Влітку 1934 року на зйомках фільму «Веселі хлоп'ята» був заарештований разом зі співавтором сценарію М. Ердманом і потім засуджений (по широко поширеною легендою за те, що його антирадянську байку артист Борис Ліванов прочитав на зустрічі Сталіна з артистами в Кремлі). 
З 1938 року керував колгоспним театром в Горькому, з 1940 — обласним театром драми, в 1942—1943 рр.. — фронтовим театром Московського військового округу. З 1944 року почалася спільна робота з Михайлом Червинським.
Автор віршів до багатьох пісень, до деяких з них в співавторстві з М. Червинським.
За музичною комедією «Біла акація» створено український фільм «Тільки ти» (1972).